# Departamento de Antiguidades (Chipre)
O Departamento de Antiguidades é um departamento governamental da República de Chipre, responsável pela pesquisa arqueológica e gestão do patrimônio cultural. Foi criado em 1935 pelo governo colonial britânico.